# Circuit integrat de lectura

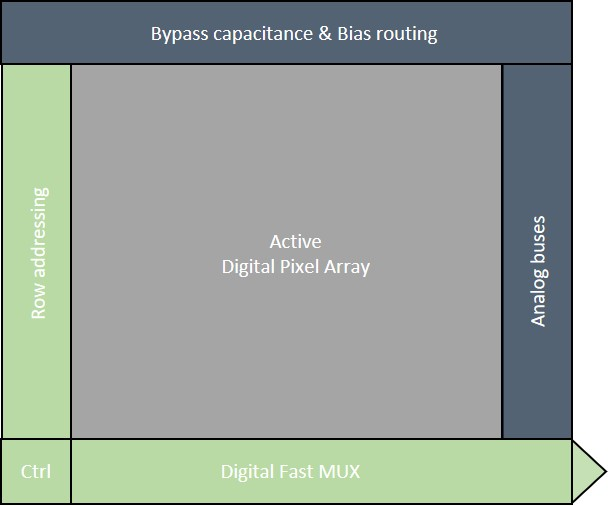
Diagrama de blocs del circuit integrat de lectura de píxels digitals (DPROIC).

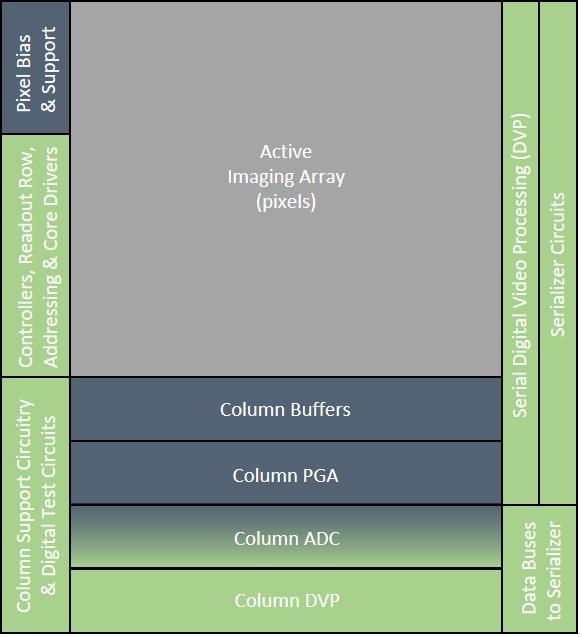
Diagrama de blocs del circuit integrat de lectura digital (DROIC).

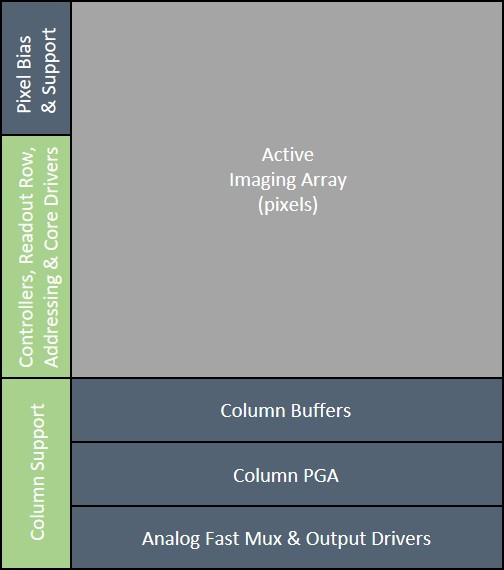
Diagrama de blocs de lectura del circuit integrat (ROIC).

Un circuit integrat de lectura (ROIC) és un circuit integrat (IC) utilitzat específicament per llegir detectors d'un tipus particular. Són compatibles amb diferents tipus de detectors com infrarojos i ultraviolats. L'objectiu principal dels ROIC és acumular el fotocorrent de cada píxel i després transferir el senyal resultant a les aixetes de sortida per a la seva lectura. La tecnologia ROIC convencional emmagatzema la càrrega del senyal a cada píxel i després dirigeix el senyal a les aixetes de sortida per a la seva lectura. Això requereix emmagatzemar una gran càrrega de senyal a cada lloc de píxel i mantenir la relació senyal-soroll (o rang dinàmic) a mesura que el senyal es llegeix i es digitalitza.
Un ROIC té sortides analògiques d'alta velocitat per transmetre dades de píxels fora del circuit integrat. Si s'implementen sortides digitals, l'IC es coneix com a circuit integrat de lectura digital (DROIC).
Un circuit integrat de lectura digital (DROIC) és una classe de ROIC que utilitza la conversió analògica a digital (ADC) al xip per digitalitzar el fotocorrent acumulat a cada píxel de la matriu d'imatges. Els DROIC són més fàcils d'integrar en un sistema en comparació amb els ROIC, ja que la mida i la complexitat del paquet es redueixen, són menys sensibles al soroll i tenen una amplada de banda més gran en comparació amb les sortides analògiques.
Un circuit integrat de lectura de píxels digitals (DPROIC) és un ROIC que utilitza la conversió analògica a digital (ADC) al xip dins de cada píxel (o grup petit de píxels) per digitalitzar el fotocorrent acumulat dins de la matriu d'imatge. Els DPROIC tenen una amplada de banda encara més gran que els DROIC i poden augmentar significativament la capacitat del pou i el rang dinàmic del dispositiu.